# Prątnica
Prątnica – wieś w Polsce położona w województwie warmińsko-mazurskim, w powiecie iławskim, w gminie Lubawa.
We wsi mieszkają 644 osoby, jest szkoła podstawowa i gimnazjum, przedszkole, biblioteka, Gminny Ośrodek Zdrowia, 2 sklepy, punkt sprzedaży pasz.

## Historia
W czasach krzyżackich była to wieś ludna. Przywilej lokacyjny na 60 łanów na prawie chełmińskim nadano w latach 1324-1349. Kościół parafialny zbudowano około 1330 roku. W tym czasie do parafii należały także wsie: Czerlin, Napromek, Omule, Szczepankowo i Tuszewo Dolne.
Przed reformacja Prątnica przez pewien czas należała do parafii w Zajączkowie, razem z wsiami Świętosław i Bocień. Na przełomie XVI i XVII wieku należała do dóbr stołowych biskupów chełmińskich. W roku 1773 wieś należała do domeny króla pruskiego.
Szkołę wybudowano w drugiej połowie XVIII wieku. W 1906 roku miał tu miejsce strajk uczniów. W latach sześćdziesiątych XX w. zbudowano nową szkołę (tzw. pawilon szkolny) i ośrodek zdrowia. W tym czasie we wsi była biblioteka i przedszkole w dawnym budynku gminy.
W latach 1954-1972 wieś była siedzibą gromady Prątnica. W latach 1934–1954 roku istniała gmina Prątnica. W latach 1975–1998 miejscowość administracyjnie należała do województwa olsztyńskiego.

## Zabytki

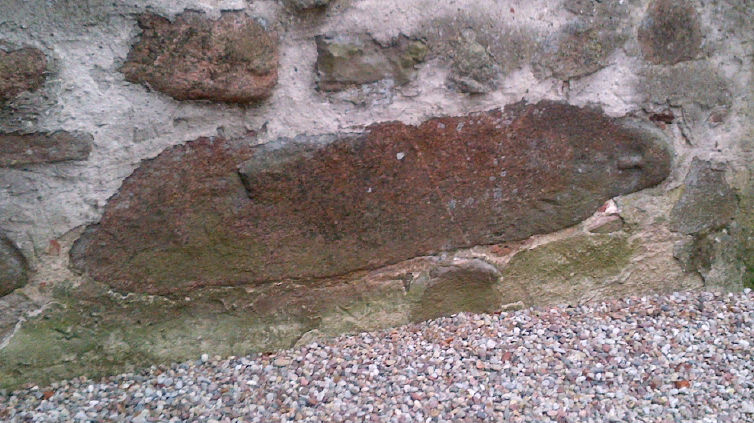
Baba pruska z Prątnicy

- gotycki kościół z XIV w. pw. św. Katarzyny Aleksandryjskiej, przebudowany i odnowiony w XVII w. wieża w części zachodniej, w górnej kondygnacji drewniana, nadbudowana w poł. XVII w[5]. W murach kościoła znajduje się wmurowany posąg (baba pruska), uważany za posąg bożka pogańskiego. Figura ta, wysokości ok. 2,25 m oraz szerokości o. 50 cm, wmurowana jest w pozycji leżącej, na lewo od głównego wejścia do kościoła, pół metra nad ziemią.
- 8 domów z XIX i początków XX w.
- plebania